# Pinalia dasypus
Pinalia dasypus (лат.) — вид однодольных растений рода Pinalia семейства Орхидные (Orchidaceae). Под текущим таксономическим названием был описан немецким ботаником Отто Кунце в 1891 году.
Синонимичное название-базионим — Eria dasypus Rchb.f..

## Распространение, описание
Считается эндемиком Мьянмы, однако типовой экземпляр был собран на нынешней территории национального парка Кхауяй в Таиланде. Встречается во влажных тропических лесах.
Эпифитное растение. Псевдобульба короткая, цилиндрическая, красно-коричневого цвета, несёт 2—3 листа. Соцветие с 3—4 белыми цветками размером 9 мм.